# Klisza

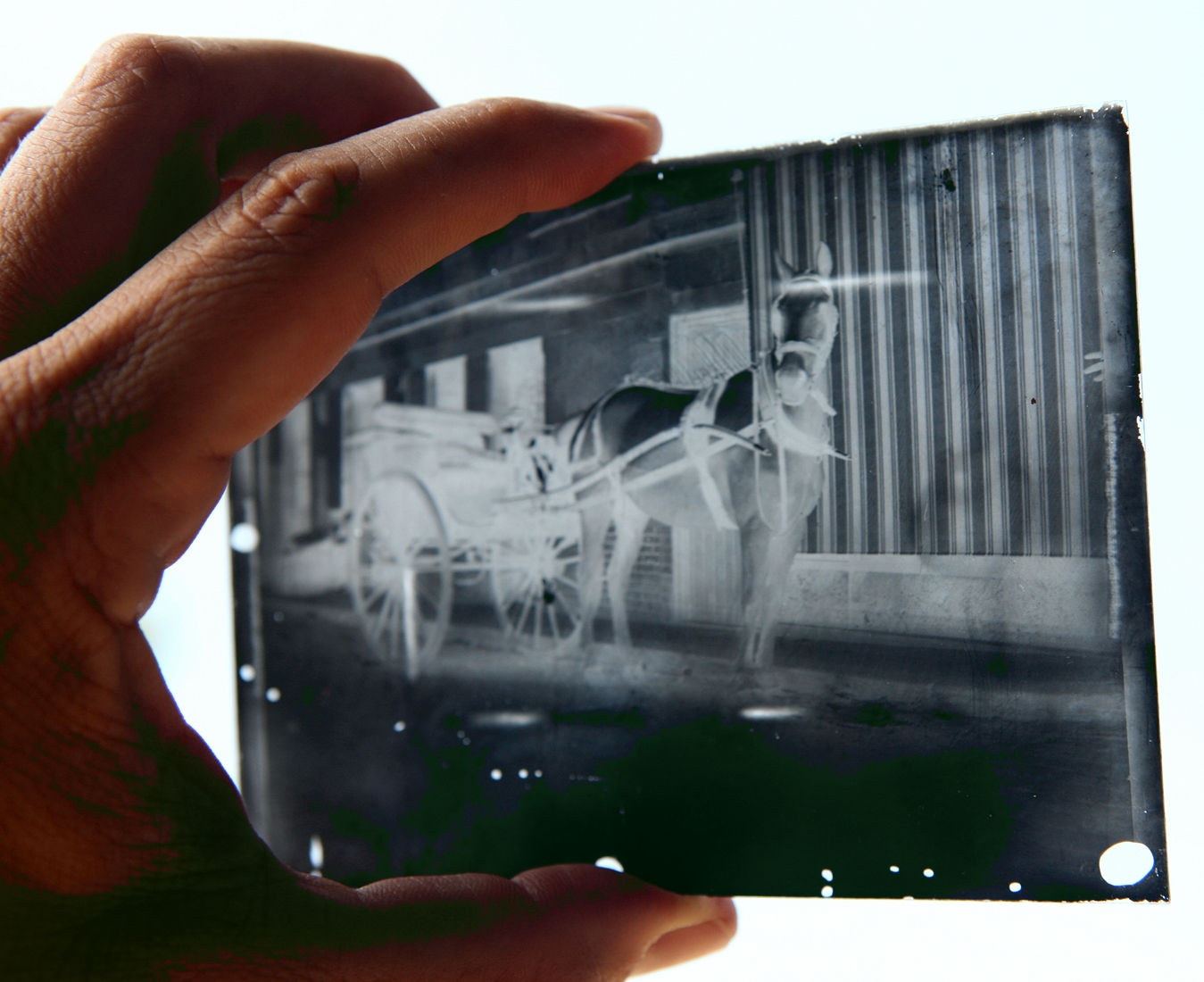
Szklana klisza fotograficzna z naniesionym negatywem

Klisza – rodzaj matrycy w postaci płaskiej, sztywnej płyty.
W fotografii pierwsze klisze w postaci szklanych płyt pojawiły się w II poł. XIX w. Były to klisze negatywowe, służące do fotografowania, a następnie reprodukcji zdjęć fotograficznych. W dwudziestoleciu międzywojennym zostały wyparte przez znacznie wygodniejsze w użyciu błony fotograficzne (cięte i zwojowe), umożliwiające nie tylko wygodniejsze przechowywanie i obróbkę materiałów światłoczułych, ale i wykonywanie (w przypadku błon zwojowych) w aparacie fotograficznym wielu zdjęć z jednego ładunku. Od tych czasów, pojęcie kliszy stało się również popularnym, potocznym (choć niezupełnie precyzyjnym) określeniem na materiały w postaci błony.
W tradycyjnej poligrafii, czyli druku wypukłym, klisze były metalowymi płytami (później również z tworzywa sztucznego) służącymi do reprodukcji grafiki. W zależności od charakteru grafiki wyróżniano klisze siatkowe, służące do reprodukcji materiałów wielotonalnych metodą rastra, oraz klisze kreskowe, służące do reprodukcji grafiki całotonalnej. Klisze te przygotowywano metodą chemigraficzną (naświetlanie warstwy światłoczułej, a następnie trawienie metalu lub wymywanie tworzywa sztucznego) lub grawerską (na urządzeniu zwanym kliszografem). Metalowe klisze poligraficzne w druku wypukłym (typograficzne) zostały wyparte dopiero w latach 90. XX w. wraz z zanikiem tradycyjnego druku wypukłego. Dzisiaj wykorzystywane są klisze stalowe do przygotowywania form drukowych w tampondruku, a w introligatorstwie kliszami nazywa się płyty do tłoczeń.
W poligrafii istnieją również inne rodzaje klisz, np. kamienna klisza fotolitograficzna (odmiana litografii, w której obraz naniesiono metodą fotograficzną), które niegdyś były technikami reprodukcji przemysłowej, a obecnie stosowane są już tylko w grafice warsztatowej.